# آن دويل
آن دويل (بالإنجليزية: Anne Doyle)‏ هي صحفية أمريكية، ولدت في 22 يونيو 1948.